# Caso de canibalismo em Miami em 2012
Rudy Eugene (O "Canibal de Miami" ou "Zumbi de Miami" como ficou conhecido), foi um afro-americano de ascendência haitiana, de 31 anos, que foi morto pela polícia de Miami, quando foi apanhado a cometer atos de canibalismo contra o sem-teto Ronald Poppo, de 65 anos, no fim de semana do feriado Memorial Day, quarta-feira (dia 30). O ataque ocorreu em uma passarela de pedestres no viaduto de MacArthur, no centro de Miami. Por cerca de 18 minutos, Eugene agrediu Ronald e tirou sua roupa antes de começar a morder seu rosto. De acordo com fontes médicas, Eugene comeu as orelhas, nariz, um globo ocular e parte do rosto de Ronald.

## História e Morte
Eugene tinha um histórico de tráfico e consumo de drogas, começou a ter problemas com a lei aos 16 anos quando foi detido, acusado de agredir outro jovem. Depois foi preso sete vezes por um período de cinco anos por vender maconha, perto das escola secundárias e até em zonas residenciais. Em dezembro de 2005, se casou com Janney Ductant, mas divorciaram-se dois anos depois. Desde então, as autoridades acreditam que ele viveu sem abrigo debaixo das pontes e nas ruas da cidade.
A policia foi chamada por uma testemunha que passava próximo ao local. Ao chegar à cena do crime, os policiais deram a ordem para que Eugene parasse o ataque. Eugene continuou o ataque e foi morto a tiros pelos policiais.
O caso foi totalmente gravado por uma câmera de segurança do jornal The Miami Herald, já que o incidente ocorreu ao sul de sua sede.
Ronald Poppo, que viveu nas ruas por 30 anos, foi submetido, em junho de 2012, a três cirurgias no Rayder Trauma Center do hospital Jackson Memorial de Miami para limpar os ferimentos que infeccionaram e colocar pedaços de sua pele na área da testa e da cabeça para cobrir os olhos.
A polícia suspeitava que Eugene tivesse atuado sob efeito de drogas sintéticas, mas os exames de toxicologia indicaram que o canibal havia apenas consumido maconha.